# 三角山 (札幌市)
三角山（さんかくやま）は、北海道札幌市西区山の手にある標高311.3 mの山。
見る角度によって山体が三角形に見えることからその名が付けられた。アイヌ語名は、「発寒の小山」を意味する「ハチャムエプイ」。山頂には一等三角点があり、点名は「琴似山」となっている。

## 概要
三角山には自然歩道（三角山～盤渓ルート）が整備されており、北側の山の手入り口と宮の森入り口、南側の小別沢入り口がある。山頂近くに四阿があり、いずれのルートもここ（四阿分岐点）を通る。山の手入り口には駐車場とトイレがある。
地元の年配者や幼稚園児にも親しまれている人気スポットでもある。近隣地区の小学校校歌にも歌われている。
ふみの日の7月23日には、山頂に臨時の郵便局が開設され、一等三角点の隣には「三角山ポスト」が置かれる。郵便物や山頂で発行される「記念登山証明書」には、三角山や山頂にある一等三角点と三角山に多く生息するキアゲハの入ったデザインの消印が押される。

## 歴史

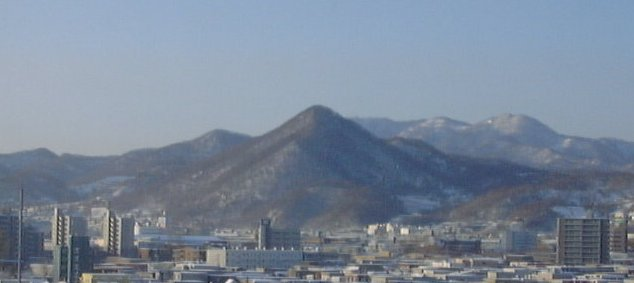
冬の三角山。稜線の三角がはっきり見える

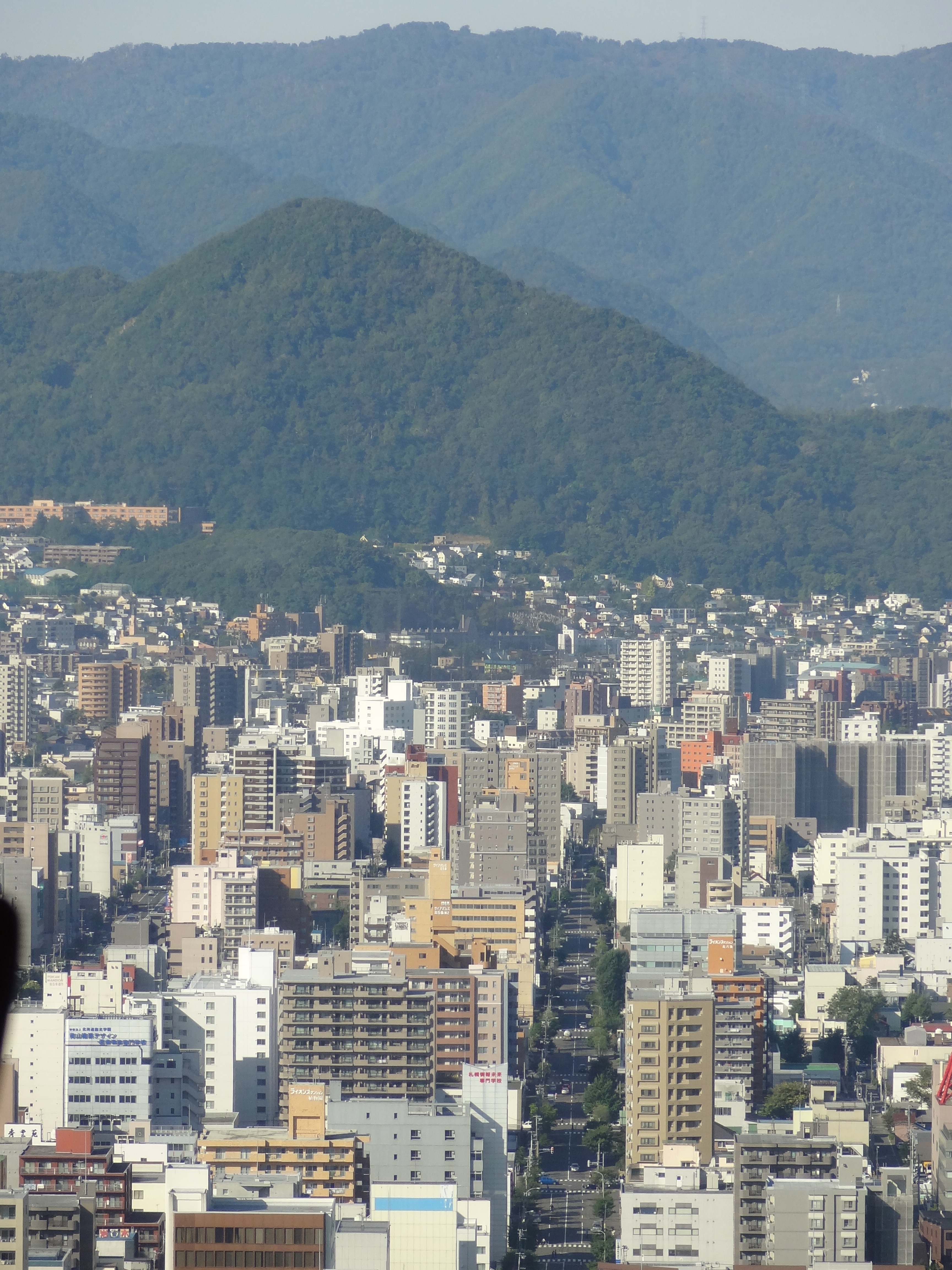
札幌駅のJRタワーから見た三角山

札幌に北海道の首府を建設する際に、開拓使の判官島義勇が円山に登って、札幌市の市街化計画の構想を考えたといわれるが、そのとき登ったのは円山ではなく三角山だったのではないかという説がある。根拠は円山から眺める景観よりも、三角山からの方が、市街地の景観がより真っ直ぐな碁盤の目状に見えることである。
1908年（明治41年）に、東北帝国大学農科大学（後の北海道大学）の学生にスキーが伝えられると、学生たちは構内から近隣に足を伸ばし、三角山やナマコ山でスキーを行った。農科大学スキー部は、三角山にシルバーシャンツェというジャンプ台（シャンツェ）を作って、ここを札幌におけるスキージャンプの発祥の地とした。三角山には続くアルファーシャンツェ、改造されたシルバーシャンツェ、さらに札幌市が作った札幌シャンツェの三つのジャンプ台が設けられ、1920年代には札幌におけるスキー大会開催の中心地であった。
大正年間には、札幌神社（現北海道神宮）の境内林となり管理されるようになった。
1931年（昭和5年）に荒井山記念シャンツェ、翌年に大倉シャンツェ（大倉山ジャンプ競技場）が作られると、三角山は大会の中心地ではなくなった。が、一帯のゲレンデ（スキー場）の一つとして広くスキー愛好者に利用された。かつて札幌西高等学校は、この山でスキー学習を行い、北1条通が未整備の時代には、山から学校までノンストップでスキーで戻ってくることができた。なお、1950年代に山麓一帯の宅地化が進み、また後述する採石場に山体の一部を削られて、三角山のゲレンデは消滅した。
1945年（昭和20年）、第二次世界大戦後に境内林が整理される中で、三角山は国有地（大蔵省所管）となった。1957年（昭和32年）、札幌神社は大蔵省より三角山の431haを買い受けて再び所有者となったが、うち約40haを同年中に採石業者に売却。その後、採掘の権利は二つの業者に渡ることとなった。翌1958年（昭和33年）に北海道は、三角山を風致保安林に指定したものの、既に採石業者側は採掘に必要な許可を受けており、景観に支障を来さない等の条件を附した上で採石が行われた。その後、住民が要望する保安林の維持と業者側が採石を継続する意見は衝突し続けて問題となった。結果的に1965年（昭和40年）、北海道が採石により森林に復旧が困難な一部箇所を保安林解除すること、また、1969年（昭和44年）に札幌市が保安林解除した箇所のうち約25haを買収し、緑地公園として保存することで決着を見ている。当時の採石跡地は、2000年代においても大倉山ジャンプ競技場の展望台から遠望することができる。
2022年、ヒグマの巣穴を調査していた団体職員2人が母グマに襲われて負傷。巣穴には子グマが2頭生まれているのが確認された。

### 幻となった日本のスキー発祥の地
三角山で初めてスキーを行った人物は、1908年、東北帝国大学農科大学の講師としてスイスから日本に訪れていたハンス・コラーである。このことからスキーが普及し始めた1920年代には、テオドール・エードラー・フォン・レルヒが日本国内で初めてスキー指導を行った新潟県の高田と、三角山を擁する札幌との間で「日本のスキー発祥の地」を争うに至った。最終的には、全日本スキー連盟初代会長の稲田昌植より「コラーは滑ってみせたかも知れないが、レルヒのように技術は教えなかった。日本でスキーが根付いたのは高田である」という意見が出され、これが定着。結果的に三角山は日本におけるスキー発祥の地の座を逃した。